# Yoda

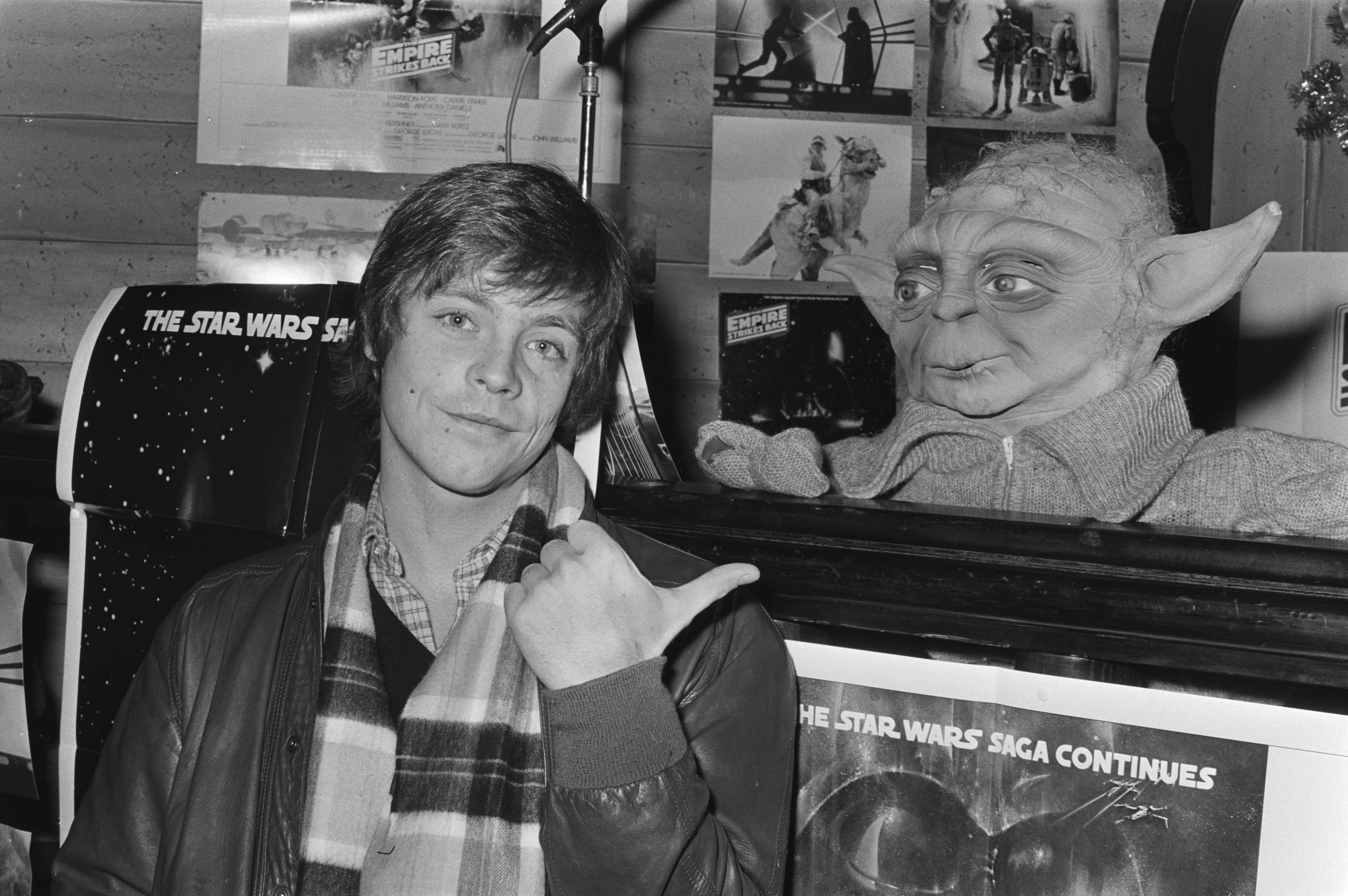
Mark Hamill, aktor odtwarzający rolę Luka Skywalkera wraz z kostiumem Yody, rok 1980.

Yoda – postać fikcyjna, jeden z bohaterów sagi filmowej Gwiezdne wojny; zielonoskóry, mierzący niespełna metr wzrostu, lecz posiadający niezwykle potężną Moc Mistrz Jedi.
Żył w ostatnim tysiącleciu istnienia Republiki. Jedi jego czasów uważali go za jednego z najpotężniejszych i najmądrzejszych członków Zakonu. Mimo niewielkiego wzrostu i sędziwego wieku, jak większość Jedi, był niezwykle wygimnastykowany i zręczny. Rekompensowało to jego niewielką siłę fizyczną. Dowodził tego osiągając niezrównane zdolności w sztuce Ataru, technice walki mieczem świetlnym wykorzystującej akrobatykę i szybkość przeciwko sile. Do walki używał krótkiego miecza świetlnego o zielonym ostrzu.
Pochodzenie Yody okryte jest tajemnicą i nie wiemy nawet jak nazywała się rasa, do której należał. Znanych z imienia jest jeszcze pięciu przedstawicieli jego rasy, wszyscy silni Mocą: rycerz Jedi Minch, mistrzyni Jedi Yaddle, mistrz Vandar Tokare, mistrz Oteg i podopieczny Mandalorianina, Grogu.
Słowo Yoda pochodzi prawdopodobnie z sanskryckiego Yoddha – wojownik.

## Historia

### Mroczne widmo
Kiedy Qui-Gon przedstawił radzie Jedi Anakina Skywalkera, prosząc jednocześnie o zgodę Rady na szkolenie go na Jedi, Yoda był temu przeciwny, argumentując, że chłopiec jest zbyt duży, a ponadto zbyt przywiązany do swojej matki, którą boi się stracić. Jednak po śmierci Qui-Gona z rąk Dartha Maula, Anakin został uczniem Obi-Wana.

### Wojny klonów i Zemsta Sithów
W Ataku klonów Yoda udał się na planetę Kamino, w celu sprawdzenia armii klonów po jej odkryciu przez Obi-Wana. Wraz z nią wspomógł później Jedi walczących na arenie na Geonosis, co dało początek Wojnom klonów. Na Geonosis zmierzył się także z Darthem Tyranusem, znanym jako Hrabia Dooku. Pojedynek nie został jednak rozstrzygnięty, skończył się ucieczką Sitha.
Podczas kilkuletnich zmagań Yoda kilkakrotnie próbował spotkać się z Hrabią Dooku. W końcu, na jego zaproszenie, udał się potajemnie na Vjun. Spotkanie okazało się pułapką. Yoda mimo wszystko spotkał się z Dooku i niemal udało mu się sprowadzić go z powrotem na Jasną Stronę Mocy – na przeszkodzie stanęły jednak wydarzenia skrupulatnie zaplanowane przez Palpatine’a. Yoda został wówczas dwukrotnie ranny w walce z Dooku.
W końcowej fazie Wojen klonów, przedstawionej w Części III, Yoda udał się wraz z batalionem klonów na ojczystą planetę Wookieech, porośnięty drzewami o ogromnych rozmiarach Kashyyyk, gdzie koordynował odparcie inwazji Separatystów. Uniknął tam śmierci z rąk klonów, wykonujących z polecenia Kanclerza Palpatine’a Rozkaz 66; zabił wówczas dwa mierzące do niego klony. Niedługo później wspólnie z Obi-Wanem przedostał się do siedziby zakonu Jedi, uzyskując m.in. dostęp do systemu kamer.

### Imperium kontratakujeiPowrót Jedi
Po upadku Republiki i przegranej – we własnym rozumieniu – walce z Palpatine’em, w której stracił swój miecz świetlny, Yoda ukrył się na bagiennej planecie Dagobah, wykorzystując do zamaskowania swojej tam obecności wypełnioną energią Ciemnej Strony Mocy jaskinię będącą pozostałością po pokonanym tam wcześniej przez Mincha Mrocznym Jedi z Bpfassh. Udzielał porad nielicznym ocalałym Jedi.
W roku 3 ABY duch Obi-Wana Kenobiego przysłał na szkolenie do Yody Luke’a Skywalkera. Yoda kontynuował jego szkolenie aż do śmierci ze starości w roku 4 ABY. Po śmierci zjednoczył się z Mocą i przynajmniej raz ukazał się Luke’owi – scena ta przedstawiona jest w zakończeniu Powrotu Jedi.

### Ostatni Jedi
W tym epizodzie, Yoda w formie ducha ukazuje się Luke’owi gdy ten waha się przed spaleniem, „Pierwszej Świątyni Jedi” znajdującej się na Ahch-To. Mistrz uderza piorunem za pomocą mocy w świątynne drzewo, paląc przy tym święte księgi, uważając że i tak do niczego się już nie przydadzą. Pokazuje tym Luke’owi że Rey nie potrzebuje starych mądrości, tylko prawdziwego nauczyciela.

## Expanded Universe (Legendy)
Wedle Legend Yoda urodził się w roku 896 BBY i szkolony był przez mistrzów wychowanych bezpośrednio w tradycji z czasów nowych wojen Sithów. Przez kilkaset lat zajmował się szkoleniem Rycerzy Jedi, między innymi około roku 200 BBY należał do kadry nauczycieli odpowiedzialnej za statek kosmiczny Chu'unthor – ruchomą akademię Jedi, krążącą po Galaktyce w poszukiwaniu nowych adeptów Mocy. Jednostka ta została stracona na Dathomirze, a próby odzyskania jej spełzły na niczym.
Od tego czasu Yoda pełnił obowiązki członka Rady Jedi w Świątyni Jedi na Coruscant – tam też uczył kolejnych padawanów i młodszych adeptów. Większość Jedi okresu końca Starej Republiki, na tym czy innym etapie edukacji, przeszła u niego szkolenie. Był między innymi mistrzem Ki-Adi-Mundiego, Hrabiego Dooku, Mace’a Windu i Rama Koty. W czasach upadku Starej Republiki uważany był za najpotężniejszego znanego Jedi i z reguły to od jego decyzji zależały postanowienia całej Rady; posiadał również decydujący wpływ na kierunek rozwoju Zakonu Jedi.

## Yoda wentomologii
Na cześć Yody nazwano pluskwiaka Polemistus yoda.